# Комета главного пояса
Кометы главного пояса — это объекты, вращающиеся вокруг Солнца в области главного пояса астероидов, которые на определённом участке своей орбиты проявляют кометную активность.

## Орбиты

Три открытые кометы главного пояса

В отличие от большинства комет, которые обладают значительным эксцентриситетом и проводят большую часть жизни за орбитой Юпитера, кометы главного пояса движутся по почти круговым орбитам с небольшим наклоном к эклиптике из-за чего их практически невозможно отличить от обычных астероидов. Существует довольно много короткопериодичных комет, которые в афелии проходят через пояс астероидов, но всех их от данного класса комет отличает большой эксцентриситет и наклон орбиты. На данный момент обнаружено около пяти комет этого класса, три из которых движутся по орбитам во внешней части пояса астероидов.
В класс комет главного пояса относят следующие кометы:
- 133P/Эльста — Писарро
- 176P/LINEAR
- 238P/Read
- P/2008 R1 (Garradd)
- P/2010 R2 (Ла-Сагра)

## Формирование

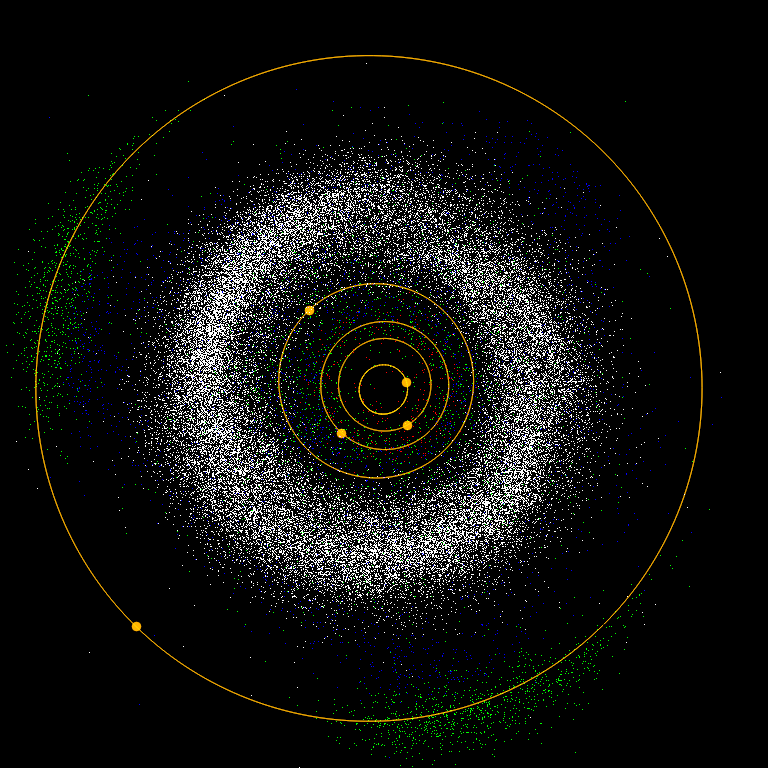
На изображении оранжевым цветом показаны планеты и их орбиты, а разноцветными — различные группы астероидов

Не ясно как тела вроде комет смогли попасть в пояс астероидов, ведь, согласно принятой схеме образования Солнечной системы, под действием солнечного излучения вода, газы и другие летучие вещества были вытеснены на периферию Солнечной системы, в результате ближе к центру остались лишь самые тяжёлые элементы, вроде кремния и железа. В то же время во внешней части Солнечной системы образовались такие скопления комет как пояс Койпера и облако Оорта, — там было достаточно холодно, чтобы сохранить все летучие вещества в твёрдом замороженном состоянии. С тех пор эти куски из смеси замороженных газов и пыли время от времени сходят со своих орбит и движутся по сильно вытянутым орбитам вглубь Солнечной системы. Попадающие внутрь Солнечной системы кометы существуют там на протяжении всего лишь 10000 лет, после чего все летучие вещества и газы испаряются с её поверхности и они становятся выродившимися кометами, ничем не отличающимися от обыкновенных астероидов. Некоторые из них, проходя мимо планет-гигантов, изменяют свои орбиты и становятся короткопериодическими кометами, но это не объясняет практически круговые орбиты комет в поясе астероидов.
Предполагается, что, в отличие от других комет, кометы главного пояса являются просто ледяными астероидами, которые образовались в поясе астероидов на ранних этапах эволюции Солнечной системы, параллельно с обычными астероидами. Среди найденных комет исключением может являться объект P/2008 R1 (Garradd), орбита которого на протяжении последних 20 млн лет была подвержена определённым колебаниям. И как следствие, этот объект не мог возникнуть в главном поясе, а попал туда из внешних областей Солнечной системы.
Но как в поясе астероидов на протяжении 4,6 млрд лет смогли сохраниться запасы воды и летучих веществ не совсем понятно. Согласно одной из теорий, лёд находится глубоко под поверхностью астероида, где тепло Солнца не может привести к его испарению, в результате он может сохраняться там очень длительное время. Однако, при столкновении с другим астероидом, вскрываются слои с высоким содержанием летучих веществ, которые под действием солнечного излучения начинают активно испарятся.
Примером такого тела может быть астероид (7968) Эльст-Писарро, который находится в центральной части пояса астероида, где вероятность подобных столкновений довольно велика.

## Кометная активность
Кометы главного пояса можно выявить только при проявлении ими кометной активности, которая выражается в появлении у них кометного пылевого или газового хвоста. Кометная активность проявляется только при прохождении кометы вблизи перигелия и длится от одного до нескольких месяцев, при том, что оборот вокруг Солнца такой кометы длится около 5-6 лет.

## Состав
Ранее уже высказывались гипотезы, согласно которым вода на Земле могла появиться на ранних стадиях эволюции планеты в результате бомбардировки кометами из внешних областей Солнечной системы. Однако, согласно последним исследованиям, соотношение простого одноатомного водорода и его изотопа дейтерия в земных океанах слишком мало для классических комет. Вполне возможно, что именно кометы главного пояса (ледяные астероиды) послужили источником воды на Земле.